# Lila: un'indagine sulla morale
Lila: un'indagine sulla morale è un libro di Robert M. Pirsig del 1991 pubblicato 17 anni dopo Lo Zen e l'arte della manutenzione della motocicletta. In italiano è stato pubblicato da Adelphi nel 1992 tradotto da Adriana Bottini.

## Trama
Già nel titolo è iscritto il tema portante dello scritto: Lila è il nome della compagna di viaggio dell'autore, questa volta in barca a vela e non su una moto, ma è anche līlā che in lingua sanscrita indica "il gioco del mondo".
E il "gioco del mondo" di Pirsig questa volta è il suo viaggio lungo il fiume Hudson verso l'Oceano Atlantico in compagnia della donna "Lila", incontrata per caso in un bar: momento di svolta per sviscerare col "coltello analitico" della "Qualità" cosa è il "Bene" e cosa è il "Male", per la filosofia, nella vita sociale, a livello biologico, a livello fisico inorganico, statico e dinamico.